# The Bo-Keys
The Bo-Keys — американская блюз- соул- группа, созданная в Мемфисе, Теннесси в 1998 году. Номинант Blues Music Awards в номинации «Лучший дебют» (2005), «Группа года» (2012, 2015),  «Альбом соул-блюза» (2012) .

## История
В 1998 году музыканту и продюсеру Скотту Бомару было поручено собрать группу поддержки для певца и автора песен Stax Records Мака Райса. Бомар решил возродить звук и чувственность Мемфиса 1960-х годов, характерный для Stax Records, American Sound Studios и Hi Records, с прицелом на то, что группа будет самостоятельной инструментальной соул-группой и одновременно аккомпанирующим составом для соул-исполнителей. Образцом для группы Бомар видел Booker T. & the M.G.’s 
В первоначальный состав группы вошли бас-гитарист Скотт Бомар, гитарист Скип Питтс (ранее возглавлял группу Айзека Хейза, записывался с Руфусом Томасом, Джином Чэндлером и группой Isley Brothers), барабанщик Ховард Граймс (участник Hi Rhythm Section, записывавшейся с Элом Грином, Энн Пиблз и Силом Джонсоном), клавишник Арчи «Хабби» Тёрнер (также участник Hi Rhythm Section), трубач и вокалист Бен Коли (один из основателей Bar-Kays и единственный выживший в авиакатастрофе в которой погиб Отис Реддинг), трубач Марк Франклин и саксофонисты Кирк Смоутерс, Арт Эдмейстон, Деррик Уильямс и Джим Спейк.
Группа начала гастролировать, выступая с собственными номерами на разогреве и аккомпанируя таким музыкантам, как например Руфусу Томасу и Карле Томас, Уильяму Беллу, Отису Клею, Сэму Муру, Эдди Флойду и Силу Джонсону. Выступала  на различных фестивалях, включая The Ponderosa Stomp, Barbican Performing Arts Centre в Лондоне и Midsummer Nights Swing Series в Линкольн-центре. .
Весной 2003 года в студии Вилли Митчелла «Royal Studio» группа The Bo-Keys записала свой дебютный, в основном инструментальный, альбом The Royal Sessions. Альбом получил отличную критику: «В музыкальном плане это фанковый, жирный, суровый соул, укорененный в традициях, но неподвластный времени…Bo-Keys пишут убойные мелодии с обилием жалящей гитары, воющего органа и замысловатых фоновых ритмов» . В 2005 году группа исполнила музыку в удостоенном множества наград фильме Суета и движение и песню «Kick It» для анимационного фильма Paramount/Nickelodeon «Рога и копыта». В 2008 году группа снялась в фильме Блюзмены. В 2010 году группа The Bo-Keys приняла участие в записи альбома Синди Лопер Memphis Blues, продюсером которого выступил Бомар. Альбом был номинирован на премию «Грэмми» в категории «Лучший альбом традиционного блюза».
Группа задумывалась как инструментальная, но позднее к ней присоединлся вокалист Перси Уиггинс (записывался для лейблов RCA Victor и Atco Records с группой, участники которой впоследствии играли с Jimi Hendrix 's Band of Gypsies) . 21 июня 2011 года вышел второй альбом группы Got to Get Back!, в котором гостями выступили Стив Кроппер, Отис Клей, Уильям Белл, Чарли Масселуайт и Перси Уиггинс (пока в качестве гостя, после выхода альбома стал постоянным участником группы)   . Про альбом писали: «Bo-Keys — это возвращение к тем временам, когда фанаты считали само собой разумеющимся, что группы играют с мастерством и изысканностью, а проникновенные певцы поют песни, где фанаты могли услышать каждое слово, а тексты описывают реальные ситуации и эмоции» . 
В 2013 году песня группы «I’m Still in Need» с EP Writing on the Wall прозвучала в фильме Забойный реванш. В 2014 году группа участвовал в записи альбома Джона Немета Memphis Grease.
Последний альбом группы Heartaches By the Number вышел в 2016 году. К тому времени коллектив покинули Скип Питтс (скончался в 2012 году) и Бен Коули (скончался в 2015 году). Группа пополнилась гитаристом Джо Рестиво. В записи принял участие Дон Брайант.  Про альбом отозвались как: «Он представляет группу в ином свете: от преимущественно быстрого и жизнерадостного Got To Get Back; на Heartache By The Number звучание более интроспективное и эмоциональное, раскрывая новую сторону этого разностороннего коллектива. Аранжировки блестящие, вокал безупречный, а музыкальность непревзойденная» .
Группа активно работала до 2019 года.
«Хотя группа идеально улавливает классический звук мемфисского соула, они не подражают Элу Грину, Уильяму Беллу или Отису Реддингу, а прокладывают свой собственный путь сквозь традиции мемфисского соула» . 
«Группа, пропитанная традициями, но с совершенно новым звучанием… кипящее рагу из южного соула» .

## Дискография (работы группы)
- 2004: The Royal Sessions (Yellow Dog Records)
- 2011: Got to Get Back! (Electraphonic Recording)
- 2014: Electraphonic Singles, Vol. 1 (Electraphonic Recording, сборник)
- 2016: Heartaches By the Number (Electraphonic Recording) [10] [11]